# Chiesa dell'Immacolata Concezione (Portici)
La chiesa dell'Immacolata Concezione, meglio conosciuta come "Chiesa dei Ferrovieri", è un edificio di culto cattolico italiano, sito nella città di Portici, nella zona un tempo denominata Cupa San Cristoforo, in via San Cristoforo n.50.

## Oratorio del Sacro Cuore
L'attuale tempio è stato eretto dalle Dame del Sacro Cuore, istituto religioso sorto ad Amiens in Francia ad opera di Santa Maddalena Sofia Barat, che nel XVIII secolo fondò la Società del Sacro Cuore di Gesù.
Nel 1875 la Madre Generale dell'istituto religioso decise di aprire una casa religiosa nella diocesi di Napoli. L'arcivescovo di Napoli, il cardinale Sisto Riario Sforza, approvò l'iniziativa e indirizzò le suore verso la città di Portici. Dopo un'attenta ricerca, la scelta della Madre Generale cadde su quella che allora si chiamava Villa Croce, posta al centro della cupa di San Cristoforo (così detta perché era una zona periferica della città, abbastanza isolata, sorta intorno ad una cappellina intitolata al culto di San Cristoforo). La Villa Croce era costituita da un palazzotto a due piani con un cortile interno e nel fondo, nascosto tra il verde degli aranci, una villa con piano ammezzato a cui si accedeva da una scala a due rampe. La proprietaria della villa si dichiarò subito felice di cederla ad una Comunità religiosa. L'atto di proprietà fu firmato il 22 dicembre 1875. Il 9 gennaio iniziarono i lavori di quello che sarebbe diventato l'istituto retto dalle suore. Il 28 aprile furono benedetti i nuovi locali appena ristrutturati.
Si pensò allora di completare l'opera con l'edificazione di un Oratorio. La Madre Vicaria, dopo aver incontrato la Madre Generale, nel 1876 ritornò a far visita all'istituto e comunicò la decisione di edificare un oratorio dedicato al Sacro Cuore di Gesù. Il cardinale Sisto Riario Sforza fu invitato a presenziare alla posa della prima pietra il 15 dicembre 1876.
Nel frattempo le famiglie dell'aristocrazia napoletana affidarono le loro figlie all'istituto delle Dame del Sacro Cuore e così si formò un educandato di circa quattrocento ragazze. Col tempo si diede vita anche ad una scuola elementare.
I lavori dell'edificio sacro andarono purtroppo a rilento a causa della grave epidemia di colera che afflisse tutto il mezzogiorno d'Italia in quel periodo storico. Nel frattempo era cambiato il cardinale di Napoli: nel 1878 sulla cattedra di Sant'Aspreno era succeduto il benedettino cardinale Guglielmo Sanfelice.
Il tempio fu consacrato il 16 settembre 1879 dal cardinale Vicario di Roma Raffaele Monaco La Valletta dedicandolo al Cuore Santissimo di Nostro Signore Gesù Cristo.
Ciò che venne a guastare la serenità dell'istituto fu la terribile eruzione del Vesuvio l'8 aprile 1906. A causa di quell'avvenimento le famiglie dell'aristocrazia napoletana, atterrite da quel mare di fuoco devastatore, ritirarono le loro figlie dall'istituto. Anche le suore lasciarono la casa e si unirono alle consorelle che avevano aperto una sede a Napoli in via Crispi, trasferendosi così in una sede più lontana dal Vesuvio. A seguito di questa decisione il Collegio e l'Oratorio furono abbandonati nei primi mesi del 1907.
La struttura ben presto divenne proprietà della famiglia Genni e nel 1916 fu acquistata dall'Amministrazione delle Ferrovie dello Stato per dare alloggio alle famiglie degli operai e insieme servirsi dell'Oratorio per poterlo offrire in permuta alla Curia di Napoli al posto della Chiesa di Pietrarsa, che invece andava demolita.
Nel frattempo scoppiò la prima guerra mondiale e il fabbricato fu adibito ad Ospedale per le truppe italiane e per i prigionieri austriaci, mentre l'Oratorio fu adibito a deposito di materiale per le truppe.
Le prime famiglie di operai delle Ferrovie dello Stato si trasferirono nel fabbricato che un tempo era stato usato dalle suore solo nel 1923. In seguito queste famiglie iniziarono a chiedere che fosse riaperto al culto l'edificio che un tempo era stato Oratorio delle suore. Nel 1937 si ottenne che fossero iniziati i lavori di ripristino della chiesa, ormai deturpata dall'uso improprio subito nei trentacinque anni di abbandono. Anche i lavori di ristrutturazione della Chiesa andarono a rilento a motivo della Seconda Guerra Mondiale.

## Erezione a parrocchia
Mentre ancora infuriava la Seconda Guerra Mondiale il cardinale di Napoli Alessio Ascalesi eresse a parrocchia e riaprì al culto la Chiesa il 7 marzo 1942, assegnandole il titolo di Maria SS. Immacolata nella Chiesa del Sacro Cuore di Gesù.
Il titolo era giustificato dal fatto che questa chiesa doveva continuare il culto dell'Immacolata Concezione iniziato presso la cappella di Pietrarsa, dedicata appunto all'Immacolata, a cui erano tanto devoti gli operai delle Ferrovie dello Stato; in più, si ritenne necessario tenere memoria del fatto che l'attuale parrocchia nasceva in quello che un tempo era stato l'Oratorio del Sacro Cuore di Gesù.
Il primo parroco chiamato a reggere la neonata parrocchia fu il sacerdote Petito Fattibene. Questi però morì all'età di 68 anni la notte del 14 settembre 1943, per infarto, probabilmente a motivo dello spavento per i bombardamenti nemici.
E fu proprio durante uno di questi bombardamenti che il 1º giugno 1943 fu rasa al suolo la più antica cappella esistente a Portici dedicata a San Cristoforo, chiesetta seicentesca costruita dai signori Spiezio, volgarmente conosciuta anche come "O' Carminiello" per la forte devozione alla Madonna del Carmine. In quella occasione anche la chiesa appena ristrutturata subì dei gravi danni e per questo la chiesa fu nuovamente chiusa al culto. Solo dopo l'armistizio dell'8 settembre 1943, sul finire dell'anno, il cardinale mandò Mons. Mario Esposito a reggere la parrocchia per qualche mese.
Il 19 marzo 1944 il cardinale Alessio Ascalesi in visita all'Istituto Pennese di Portici nominò il giovane sacerdote Vincenzo Afeltra nuovo parroco della chiesa Maria SS. Immacolata nella Chiesa del Sacro Cuore di Gesù.
Attualmente la parrocchia è intitolata all'Immacolata Concezione.

## La chiesa
La chiesa dell'Immacolata Concezione a Portici è composta da un'unica ampia navata a pianta rettangolare, con la parete terminale (area presbiterale) dilatata in forma concava. L'interno della chiesa si presenta con una simmetria bilaterale costituita da una sequenza ritmica di spazi con piccole cavità, per ospitare le immagini sacre, incorniciate dai pilastri.
Al centro del presbiterio domina sull'altare maggiore un affresco che riproduce il Sacro Cuore di Gesù tra gli Angeli, opera firmata dal pittore Ferdinando Monacelli e datata 1887 (quest'opera è stata commissionata dal Principe Potenziani di S. Mauro). Dello stesso autore sono gli affreschi della volta: al centro l'immagine dell'Eterno Padre; da un lato la visione avuta da San Giovanni Evangelista nell'istmo di Patmos, la donna vestita di sole; dall'altro, l'Arcangelo San Michele che sconfigge Lucifero e gli Angeli ribelli.
Lungo la navata, entrando a sinistra, il Monacelli dipinse la vergine Sant'Agnese, San Giovanni Evangelista, Santa Filomena, a destra San Luigi Gonzaga: la scelta di dipingere santi che ispirassero i giovani fu deliberata.
Nel 1948 i giovani della parrocchia scavarono nel succorpo della chiesa un ampio vano, grande quanto la chiesa stessa, per radunarsi, giocare, recitare. Questi fu dotato di una cabina di regia per le proiezioni cinematografiche e diventò ben presto uno spazio molto frequentato dalla gioventù; oggi è attrezzato come teatrino parrocchiale.
Nel 1952 si pensò di dotare la chiesa di un Campanile, di un Asilo e di aule adatte alla catechesi: infatti la chiesa non era ancora dotata di aule per la catechesi. Pertanto, avendo acquistato il terreno adiacente alla chiesa, fu preparato il progetto delle opere suddette. Si pensò di far coincidere l'inaugurazione di queste nuove strutture con il I centenario della proclamazione del dogma dell'Immacolata Concezione, il 7 dicembre 1954, alla presenza del cardinale Marcello Mimmi.
Il tempio subì un'importante opera di restauro anche nel 1977: fu disposta la sostituzione della pavimentazione a piastrelle con una nuova pavimentazione di marmo; l'altare mensa di legno fu sostituito da un nuovo altare in marmo; fu commissionato un ambone in marmo; gli affreschi furono restaurati; furono sostituite le sedie con dei banchi in legno; furono commissionati i confessionali e i mobili della sacrestia; fu interamente rifatto l'impianto elettrico e radiofonico.